# Turmhügel Schlössl
Der Turmhügel Schlössl liegt in der Gemeinde Pentling im Oberpfälzer Landkreis Regensburg von Bayern. Reste davon (im Volksmund als Römerschanze bezeichnet) finden sich nordöstlich von Unterirading neben der Gaststätte Walba. Die Anlage wird als Bodendenkmal unter der Aktennummer D-3-7038-0015 im Bayernatlas als „mittelalterlicher Turmhügel "Schlössl" (sog. "Römerschanze"), vorgeschichtliche Siedlung“ geführt. 

## Geschichte
Lange Zeit wurde diese Anlage als römischer Burgus interpretiert. Dies hängt vermutlich mit seiner Lage an der Kante eines Steilhanges zur Donau zusammen, an welcher der Limes verlief. Allerdings unterscheidet sich die Anlage durch ihre runde Form und ihre Lokalisierung auf einem Turmhügel grundlegend von einem römischen Burgus. Vermutet wird, dass diese Anlage aus dem Hochmittelalter stammt (14. Jahrhundert). Ihm wird eine Beobachtungs- und Kontrollfunktion zugeschrieben. Bislang sind keine Verbindungen mit Adels- oder Ministerialengeschlechtern bekannt oder systematische Ausgraben gemacht worden.

## Heutige Erscheinung
An der Burgstelle befindet sich eine trichterförmige Grube, an deren Rändern Mauerreste erkennbar sind. Lose Stein- und Mörtelbrocken sind vorhanden. Durch Steinraub sind auch die Mauerfundamente abgekommen. Der Hügel ist von einem bis zu 0,5 m tiefen Graben mit annähernd rundem Verlauf umgeben, der im Nordwesten direkt an den Steilhang zur Donau anschließt. Der maximale Durchmesser beträgt 40 m. Insgesamt lässt sich die Anlage als grabengeschützte Turmhügelburg interpretieren.